# Laur
Laur ist eine philippinische Stadtgemeinde in der Provinz Nueva Ecija. Sie hat 35.656 Einwohner (Zensus 1. August 2015).

## Baranggays
Laur ist politisch unterteilt in 17 Baranggays.
- Barangay I (Pob.)
- Barangay II (Pob.)
- Barangay III (Pob.)
- Barangay IV (Pob.)
- Betania
- Canantong
- Nauzon
- Pangarulong
- Pinagbayanan
- Sagana
- San Fernando
- San Isidro
- San Josef
- San Juan
- San Vicente
- Siclong
- San Felipe